# K13A
De K13A is een offshore productieplatform gelegen 100 kilometer van Nederland in de Zuidelijke Noordzee. De K13-A dient als schakel tussen de productieplatforms J6 en de K6 en de andere WGT pijpleiding operators. Met behulp van de installatie (pig launching & receiving) die is gestationeerd op het platform wordt de vervuiling en opvulling van condensaat die optreedt bij het transporteren van aardgas opgeruimd.
Dit platform dient tevens als automatisch weerstation van het KNMI. Op dit station worden naast de gebruikelijke zaken, zoals temperatuur, windrichting, windsnelheid, luchtvochtigheid en luchtdruk sinds 1977 ook de golfhoogte gemeten. Het meetstation bevindt zich op een hoogte van 30 meter. De METAR-code van dit station is EHJR.